# Ingvar Ómarsson
Ingvar Ómarsson (* 13. dubna 1989 Reykjavík) je islandský cyklista. Je aktivní v silniční cyklistice, cyklokrosu a závodech horských kol. Je prvním Islanďanem v historii, který se věnuje cyklistice profesionálně. Účastní se závodů UCI Europe Tour za stáj Novator–Örninn.
Je mistrem Islandu v cross-country z let 2012, 2014, 2015, 2016, 2017 a 2018, v cyklokrosu z let 2015, 2016 a 2018 a v silničním závodě jednotlivců z let 2013, 2014, 2015, 2018 a 2019. V roce 2015 vyhrál závod Jökulmílan. Pětkrát byl zvolen islandským cyklistou roku.